# Circobotys occultilinea
Circobotys occultilinea is een vlinder uit de familie van de grasmotten (Crambidae), uit de onderfamilie van de Pyraustinae. De wetenschappelijke naam van deze soort is voor het eerst voorgesteld als Crambus occultilinea door Francis Walker in een publicatie uit 1863.
De soort komt voor in Maleisië (Sarawak) en Australië (Queensland).